# Groupe de Fibonacci
En mathématiques, pour tout entier {\displaystyle n\geq 2}, le n-ième groupe de Fibonacci noté {\displaystyle F(2,n)} ou parfois {\displaystyle F(n)} est défini par n générateurs {\displaystyle a_{1},a_{2},\cdots a_{n}} et n relations :
- {\displaystyle a_{1}a_{2}=a_{3},}
- {\displaystyle a_{2}a_{3}=a_{4},}
- {\displaystyle \cdots }
- {\displaystyle a_{n-2}a_{n-1}=a_{n},}
- {\displaystyle a_{n-1}a_{n}=a_{1},}
- {\displaystyle a_{n}a_{1}=a_{2}}.

Ces groupes ont été introduits par John Conway en 1965.
Le groupe {\displaystyle F(2,n)} est d'ordre fini pour {\displaystyle n=2,3,4,5,7} et infini pour {\displaystyle n=6} et {\displaystyle n\geq 8}. 
L'infinitude de {\displaystyle F(9)} a été prouvée en 1990 par ordinateur.